# هفت‌تیر
رِوُلْوِر (به انگلیسی: Revolver) یا شِشلول یا هفت‌تیر گونه‌ای سلاح کمری است. این سلاح دارای استوانه‌ای است با خانه‌هایی برای جای دادن فشنگ، با هر بار شلیک استوانه چرخیده و یکی از فشنگ‌ها آمادهٔ شلیک می‌گردد. ظرفیت این استوانه ۶ (گاهی ۵ یا ۷) فشنگ است و از همین رو ششلول یا هفت تیر خوانده می‌شود.

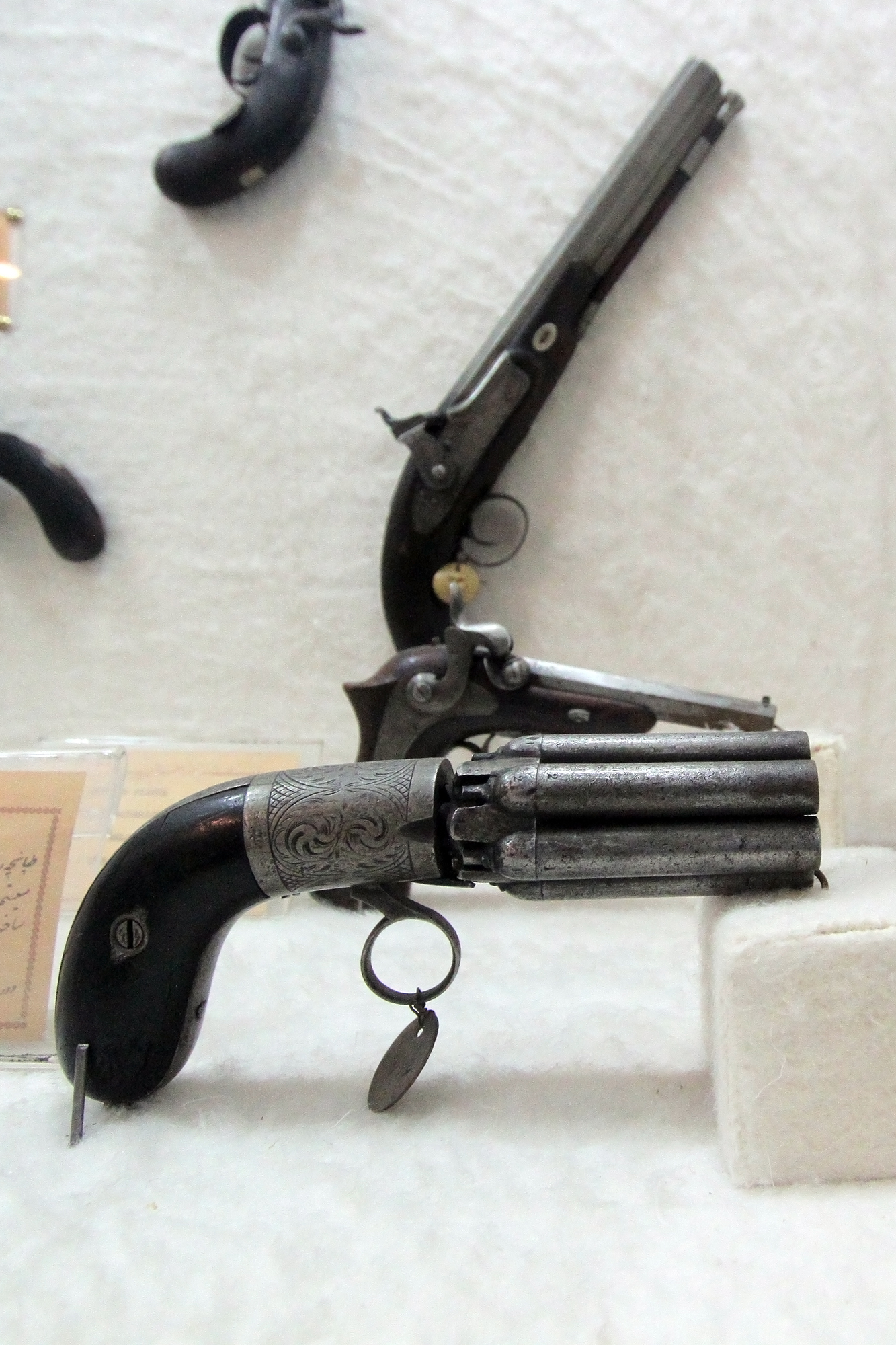
یک ششلول قدیمی

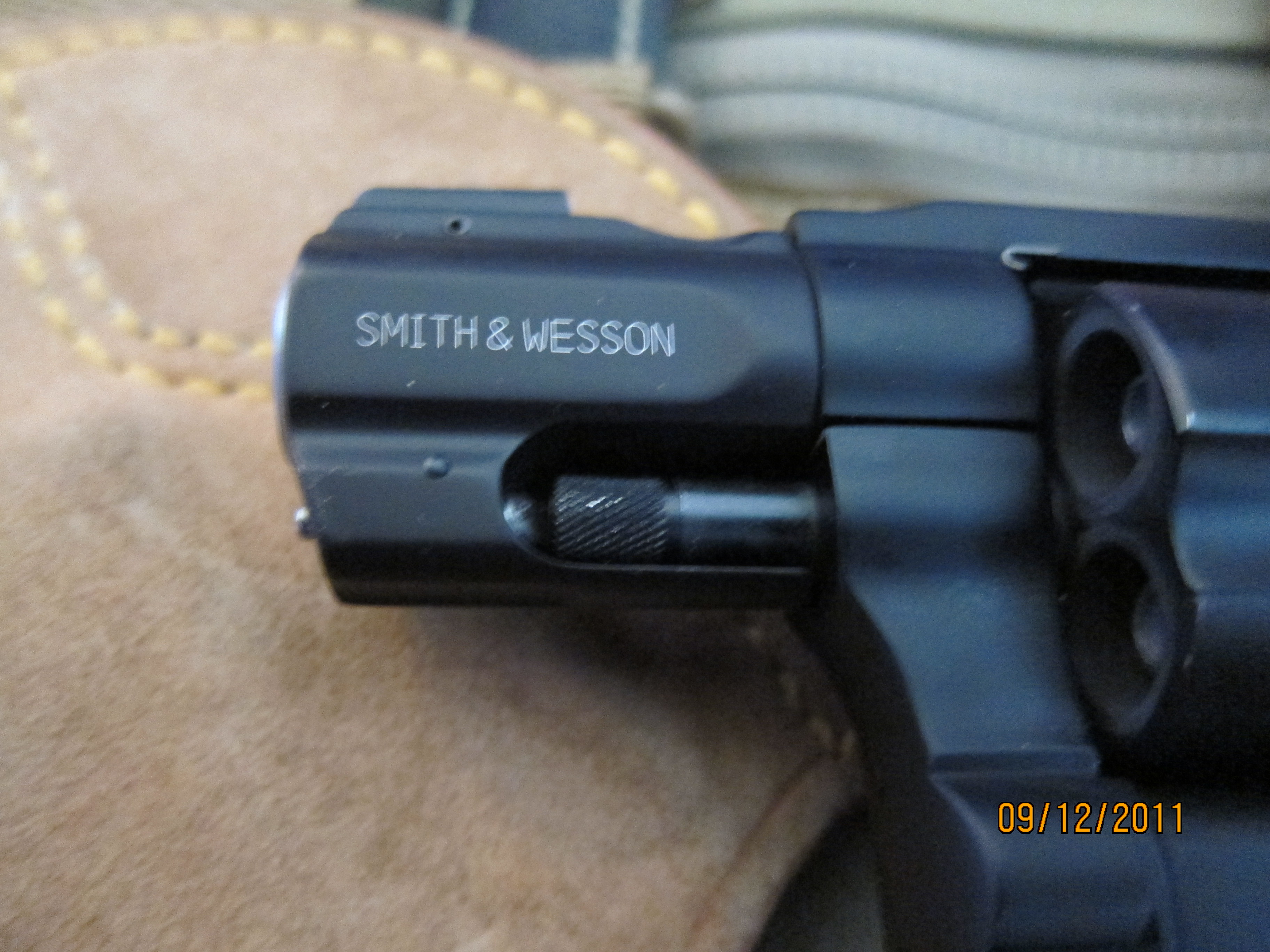
اسلحه کمری

همچنین برخی نمونه‌های ششلول به صورت تفنگ، تفنگ ساچمه‌ای و نارنجک‌انداز نیز طراحی و ساخته شده‌است.

## افرادی که با رولور ترور شدند
1. ناصر الدین شاه قاجار